# Staro mestno jedro Džide
Staro mestno jedro Džide ali  Al-Balad (arabsko البلد) je zgodovinsko območje Džide, drugega največjega mesta v Saudovi Arabiji. Balad se lahko dobesedno prevede kot 'mesto'. Balad je zgodovinsko središče mesta Džeda.
Al-Balad je bil ustanovljen v 7. stoletju in je zgodovinsko služil kot središče Džide. Obrambni zidovi Al-Balada so bili porušeni v 1940-ih. V 1970-ih in 1980-ih, ko je Džida začela postajati bogatejša zaradi naftnega razcveta, se je veliko prebivalcev preselilo proti severu, stran od Al-Balada, saj jih je spominjal na manj uspešne čase. Al-Balad ni imel dovolj parkirnih prostorov za velike avtomobile. Njegove trgovine niso prodajale dragih dizajnerskih oblačil. Namesto saudskega prebivalstva so se sem preselili revni priseljenci. Mestna občina Džida je začela prizadevanja za ohranjanje zgodovine v 1970-ih. Leta 1991 je občina ustanovila Jeddah Historical Preservation Society, da bi ohranila zgodovinsko arhitekturo in kulturo Al-Balada. Leta 2002 je bilo 4 milijone ameriških dolarjev namenjenih društvu za ohranjanje. Leta 2009 je saudska komisija za turizem in starine predlagala Al-Balad za dodajanje na Unescov seznam svetovne dediščine, ki je bil leta 2014 sprejet.
Da bi ohranili stare strukture v Al-Baladu, je bil leta 1990 ustanovljen oddelek za ohranjanje zgodovinskega območja, v upanju, da bo pomagal tudi pri spodbujanju kulturnega turizma v državi. Saudski prestolonaslednik Mohamed bin Salman je obljubil 13,33 milijona dolarjev za obnovo v Džedi, saj je bilo 56 stavb, ki so nujno potrebovale popravilo.

## Zgodovinske soseske
Al-Balad je v glavnem razdeljen na več različnih okrožij:
- Soseska Al-Mazloum: Ta soseska je dobila ime po Abdulkarimu al-Barzanjiju, ki ga je ubila osmanska vlada in je v severovzhodnem delu območja severno od ulice Al-Alavi, z Dar Al-Kabal, Al-Šafi'i Mošeja in Suk Al-Jamaa.
- Soseska Al-Šam: Je v severnem delu Al-Balada, ki vključuje to sosesko Dar al-Sarti in Dar al-Zahid.
- Soseska Al-Jemen: Je v južnem delu Al-Balada južno od ulice Al-Alavi in je dobila ime po državi Jemen ter vključuje Dar Al-Nassif, Dar Al-Džumdžum, Dar Al-Šaaravi in Dar Al- Abdul-Samad.
- Soseska Al-Bahr: Je v jugozahodnem delu Džide, s pogledom na morje in hišo Dar Al-Radvan, takrat znano kot Radwan of Sea.

## Zgodovinske hiše
Med najbolj znanimi in najstarejšimi stavbami doslej so hiša Al Nassif in hiša Al Džamdžom v soseski Jemna, hiša Al Baešen, mošeja Al Kabal, mošeja Al Šafi'i v Al Mazloumu, hiši Dar Al Banaja in Al Zahed v Al Šamu. soseska. Nekatere od teh stavb so se dvignile na več kot 30 metrov. Njihova konstrukcija je po desetletjih še vedno v dobrem stanju.
Staro mesto Džida je dom 500 let starih stavb, ki so zdaj predmet obnove. Projekt obnove bo izvajalo ministrstvo za kulturo. Cilj projekta je spodbuditi umetniško kulturo v Saudovi Arabiji.

## Nemuslimansko pokopališče
Nemuslimansko pokopališče (prej znano kot krščansko pokopališče) je na cesti Kralja Fahda Branch Road v Al-Baladu. Pokopališče je pred očmi skrito z obzidjem in visokimi drevesi. Za nadzor lokacije so odgovorni zahodni konzulati v Džedi.
Pokopališče vsebuje več kot 400 grobov, vključno s sarkofagom, posvečenim francoskemu raziskovalcu Charlesu Huberju, in enim nagrobnikom britanskega vojaka iz druge svetovne vojne Commonwealth War Graves Commission. Tu je pokopan tudi Cyril Ousman, britanski vicekonzul v Džidi, ki ga je ustrelil in ubil princ Mišari bin Abdulaziz Al Saud. Nedavni pokopi so bili redki in redki ter so večinoma indijski in filipinski otroci.
Pokopališče obstaja od 16. stoletja, ko so na njem pokopavali portugalske žrtve osmansko-portugalskih vojn. Stene pokopališča je morda zgradil Mohamed Ali iz Egipta po osmansko-saudskih vojnah v 1810-ih. Po bitki pri Džidi leta 1925 je bilo pokopališče uničeno.

## Galerija
- Hiša Naseef, 2019
- Tržna ulica, 2020
- Tržna ulica z mošejo in stolpnico, 2020
- Bait Amir Al Bahr (Hiša princa morja) med rekonstrukcijo, 2020
- Ruševine v Al-Baladu
- Tradicionalna hiša v Al-Baladu
- Kraljeva stavba v Al-Baladu
- Al-Balad

## PobudaMisk Historic Jeddah
To je letni dogodek, ki poteka v zgodovinskem območju Džide. Glavni cilj dogodka je poudariti zgodovinski in kulturni pomen AL-Balada. Med prireditvijo se obiskovalci sprehodijo po starih ulicah in uličicah. Poleg tega pobuda organizira številne tradicionalne zabavne dejavnosti za otroke in odrasle. Kot del turističnega festivala Jeddah Season 2019 je AL-Balad gostil številne dogodke, ki so vsi organizirani pod naslovom Kanz Al-Balad. Kanz AL-Balad je lov na mrhovinarje, pri katerem morajo udeleženci najti določena mesta ali predmete. Med igro lahko udeleženci uživajo v obisku več kot 41 predstav in iger na tem območju.